# الكسندر بي. بروس
الكسندر بي. بروس (بالإنجليزية: Alexander B. Bruce)‏ هو سياسي أمريكي، ولد في 17 سبتمبر 1853، وتوفي في 1909. حزبياً، نشط في الحزب الديمقراطي.